# قائمة حكام توسكانا
هذه القائمة تحتوى على حكام توسكانا الذين حاملوا في البداية لقب مارغريف، ففي أواخر القرن الثاني عشر انقسمت المرغريفية إلى عدة جمهوريات ولكن في نهاية المطاف كانت الهيمنة لصالح حكام فلورنسا الذين حكموا المنطقة من منتصف القرن السادس عشر، وتم ترقية المنطقة لاحقاً إلى الدوقية الكبرى، خلال عهد نابليون ارتقت المنطقة إلى المملكة لتعويض أسرة بوربون-بارما، ولكن مع نهاية عهد نابليون رجعت المنطقة إلى عهدها السابق واستمر الوضع حتى 1860 بحيث تم ضمها إلى مملكة سردينيا وريثة مملكة إيطاليا.

## مارغريفات توسكانا 812 - 1197

### أسرة بونيفاس
هم كانوا في الأصل كونتات لوكا بحيث استطاعوا توسيع سلطتهم إلى المقاطعات المجاورة.
- 813 - 823: بونيفاس الأول.
- 828 - 834: بونيفاس الثاني.
- 835 - 845: أغانوس.
- 847 - 886: أدالبرت الأول.
- 886 - 915: أدالبرت الثاني الغني.
- 915 - 929: غي.
- 929 - 931: لامبرت.

### أسرة بوسو
هؤلاء هم في الغالب من نسل هيو دي آرل، ملك إيطاليا الغير شرعي، تم تعيينهم بعد إزالة أسرة بونيفاس.
- 931 - 936: بوسو.
- 936 - 961: همبرت.
- 961 - 1001: هيو الكبير.

### أسرة هوكبولد
- 1004 - 1011: بونيفاس الثاني.

### أسرة غير معروفة
- 1014 - 1027: رينيير.

### أسرةكانوسا
هؤلاء من أحفاد كونتات كانوسا.
- 1027 - 1052: بونيفاس الثالث.
- 1052 - 1055: فيديريكو.
- 1052 - 1115: ماتيلد.
  - 1052 - 1055: بياتريس من بار (الوصية؛ والدة فيدريكو وماتيلد).
  - 1053 - 1066: غودفري المتلحي، دوق لورين السفلى (الوصي؛ وزوج والدتها).
  - 1069 - 1076: غودفري الأحدب، دوق لورين السفلى (الوصي؛ وزوج ماتيلد).
  - 1089 - 1095: فلف الثاني (حاكم مشترك مع ماتيلد).

### أسر مختلفة
- 1116 - 1119: رابودو.
- 20/1119 - 31/1129: كونراد.
- حوالي.1131: رامبريث.
- 5/1134 - 1137: إنغلبرت.
- 1137 - 1139: هاينريش الفخور.
- 1139 - 1152: أولريش من أتمس (النائب الإمبراطوري).
- 1152 - 1160: فلف السادس.
- 1160 - 1167: فلف السابع.
  - 1160 - 1163: رينو داسيل، رئيس أساقفة كولونيا (نائب الإمبراطوري).
  - 1163 - 1173: كريستيان بوش، رئيس أساقفة ميتز (نائب الإمبراطوري).
- 1167 - 1173: فلف السادس.
- 1195 - 1197: فيليب.

في 1197 تم انتخاب فيليب كـ ملك ألمانيا، غالبية النبلاء توسكان والمدن والأساقفة شكلوا دورية بدعم من البابوية.
- 1246 - 50: فيديريكو من أنطاكية (نائب الإمبراطوري).

بعد ذلك توسكانا انقسمت إلى عدة مقاطعات المتنافسة بين جمهوريات فلورنسا، بيزا، سيينا، أريتزو، بزتويا، ولوكا، استطعت فلورنسا لاحقاً الهيمنة على هذه المقاطعات واحدة تلو الأخرى بدأت بـ بزتويا في 1306 ثم ادمجت رسمياً في 1530، وأريتزو في 1384، وبيزا في 1406 وسيينا في 1559، إلا أن لوكا بقيت جمهورية مستقلة حتى عهد نابليون في القرن التاسع عشر.

## حكام فلورنسا، 1382–1569

### حكام في الواقعلأسرة ألبيتزي، 1382–1434
- ماسو ديغلي ألبيتزي 1382-1417
- رينالدو ديغلي ألبيتزي 1417-1434

### حكام في الواقعلأسرة ميديشي، 1434–1494
| الصورة | الاسم            | من   | إلى  | ملاحظة                                   |
| ------ | ---------------- | ---- | ---- | ---------------------------------------- |
|        | كوزيمو دي ميديشي | 1434 | 1464 | أول لورد فلورنسا في الواقع               |
|        | بييرو النقرسي    | 1464 | 1469 | ابن كوزيمو                               |
|        | لورينزو الرائع   | 1469 | 1492 | ابن بييرو                                |
|        | جوليانو          | 1469 | 1478 | شقيق لورينزو، وحكم بالمناصفة معه، اغتيل. |
|        | بييرو المغفل     | 1492 | 1494 | ابن لورينزو، تم إبعاده ونفيه             |

#### جمهورية فلورنسا (1494-1512)
| الصورة | الاسم               | من   | إلى  | ملاحظة                                                                 |
| ------ | ------------------- | ---- | ---- | ---------------------------------------------------------------------- |
|        | جيرولامو سافونارولا | 1494 | 1498 | اعتبر زنديقاً واعدم لاحقاً.                                              |
|        | بييرو سوديريني      | 1502 | 1512 | غونفالونييري مدى الحياة لـ فلورنسا، فر من البلاد أثناء الغزو الإسباني. |

#### حكامأسرة ميديشي(1512-1532)
| الصورة | الاسم              | من   | إلى  | ملاحظة                                                              |
| ------ | ------------------ | ---- | ---- | ------------------------------------------------------------------- |
|        | الكاردينال جيوفاني | 1512 | 1513 | ابن لورينزو، أصبح لاحقاً البابا ليو العاشر.                          |
|        | جوليانو، دوق نمور  | 1513 | 1516 | ابن لورينزو                                                         |
|        | لورينزو الثاني     | 1516 | 1519 | ابن بييرو المغفل                                                    |
|        | الكاردينال جوليو   | 1519 | 1523 | ابن جوليانو دي ميديشي، أصبح لاحقاً البابا كليمنت السابع              |
|        | إيبوليتو           | 1523 | 1527 | ابن جوليانو، دوق نيمور                                              |
|        | ألساندرو           | 1527 | 1530 | ابن لورينزو الثاني، حكم في المنفى، ثم عاد وأصبح دوق فلورنسا، اغتيل. |

بعد احتلال روما، تم اسقاط الأسرة، وبذلك أصبحت جمهورية مرة أخرى تحت قيادة البابا كليمنت السابع، وبعد توقيع السلام مع الإمبراطور كارل الخامس اعادت الأسرة من جديد .
| الصورة | الاسم    | من   | إلى  | ملاحظة |
| ------ | -------- | ---- | ---- | ------ |
|        | ألساندرو | 1531 | 1532 | العودة |

### دوقات فلورنسامنأسرة ميديشي، 1532–1569
| الصورة | الاسم                  | من   | إلى  | ملاحظة                                                              |
| ------ | ---------------------- | ---- | ---- | ------------------------------------------------------------------- |
|        | ألساندرو دي ميديشي     | 1532 | 1537 | ابن لورينزو الثاني، حكم في المنفى، ثم عاد وأصبح دوق فلورنسا، اغتيل. |
|        | كوزيمو الأول دي ميديشي | 1537 | 1569 | ابن جوفاني دالي باندي نيري، لاحقاً أصبح أول دوق توسكانا الأكبر.      |

## دوقات توسكانا الكبارمن أسرة ميديشي، 1569–1737
| الصورة | الاسم            | من   | إلى  | ملاحظة                                                          |
| ------ | ---------------- | ---- | ---- | --------------------------------------------------------------- |
|        | كوزيمو الأول     | 1569 | 1574 | ابن جوفاني دالي باندي نيري، أصبح أول دوق توسكانا الأكبر.        |
|        | فرانشيسكو الأول  | 1574 | 1587 | ابن كوزيمو الأول.                                               |
|        | فرديناندو الأول  | 1587 | 1609 | ابن كوزيمو                                                      |
|        | كوزيمو الثاني    | 1609 | 1621 | ابن فرديناندو الأول                                             |
|        | فرديناندو الثاني | 1621 | 1670 | ابن كوزيمو الثاني                                               |
|        | كوزيمو الثالث    | 1670 | 1723 | ابن فرديناند الثاني                                             |
|        | جان غاستوني      | 1723 | 1737 | ابن كوزيمو الثالث، وهو أخر دوقات توسكانا الكبار من أسرة ميديشي. |

## دوقات توسكانا الكبار منأسرة هابسبورغ-لورين، 1737–1801
| الصورة | الاسم                    | من   | إلى  | ملاحظة                                                                |
| ------ | ------------------------ | ---- | ---- | --------------------------------------------------------------------- |
|        | فرانشيسكو الثاني ستيفانو | 1737 | 1765 | حفيد الرابع لـ فرانشيسكو الأول، لاحقاً أصبح إمبراطور الروماني المقدس.  |
|        | بييترو ليوبولدو الأول    | 1765 | 1790 | الابن الثاني لـ فرانشيسكو الثاني، أيضا أصبح إمبراطور الروماني المقدس. |
|        | فرديناندو الثالث         | 1790 | 1801 | الابن الثاني ليوبولدو الأول                                           |

## ملوك إتروريامنأسرة بوربون-بارما، 1801–1807
| الاسم           | الصورة | من           | إلى            | علاقة بـ أسلافه               |
| --------------- | ------ | ------------ | -------------- | ----------------------------- |
| لودوفيكو الأول  |        | 3 أغسطس 1801 | 27 مايو 1803   | حفيد فرانشيسكو الثاني ستيفانو |
| لودوفيكو الثاني |        | 27 مايو 1803 | 10 ديسمبر 1807 | ابن لودوفيكو الأول            |

توسكانا ضمت إلى فرنسا في 1807–1814. أعطيت لـ شقيقة نابليون إليسا بونابرت كان هذا لقب فخري فقط، بحيث أنها لم تحكم المنطقة.

## دوقات توسكانا الكبار من أسرة هابسبورغ-لورين، 1814–1860
| الصورة | الاسم            | من   | إلى  | ملاحظة               |
| ------ | ---------------- | ---- | ---- | -------------------- |
|        | فرديناندو الثالث | 1814 | 1824 | رجع مرة أخرى         |
|        | ليوبولدو الثاني  | 1824 | 1859 | ابن فرديناندو الثالث |
|        | فرديناندو الرابع | 1859 | 1860 | ابن ليوبولدو الثاني  |

ليوبولدو طُرد من خلال الثورة في 21 فبراير إلى 12 أبريل 1849، ثم مرة أُخرى 27 أبريل 1859. تنازل لصالح ابنه فرديناندو الرابع في 21 يوليو 1859، ولكن فرديناندو الرابع لم يُعترف به في توسكانا، تم الإطاحة بحكومته المؤقتة في 16 أغسطس. لاحقاً تم ضم توسكانا إلى سردينيا-بيدمونتي في 22 مارس 1860.

## حاملو اللقب من أسرة هابسبورغ-لورين، 1860–حتى الآن
- فرديناندو الرابع 1860–1908
- جوسيب فرديناندو 1908–1921
- بييترو فرديناندو 1921–1948
- غوفريدو 1948–1984
- ليوبولدو فرانشيسكو 1984–1993
- سيغيسموندو 1993–حتى الآن